# Crassivesica bochus
Crassivesica bochus là một loài bướm đêm trong họ Noctuidae.